# Dusona wilsoni
Dusona wilsoni är en stekelart som först beskrevs av Arthur W. Parrott 1957.  Dusona wilsoni ingår i släktet Dusona och familjen brokparasitsteklar. Inga underarter finns listade i Catalogue of Life.